# Kinsau
Kinsau è un comune tedesco di 994 abitanti, situato nel land della Baviera.